# Західні Балкани
43° пн. ш. 20° сх. д. / 43° пн. ш. 20° сх. д.
Західні Балкани — це найменування, яке використовується зокрема пресою, та різними міжнародними організаціями, такими як Європейський Союз, ООН та її спеціалізовані установи, НАТО для визначення регіону Європи, який загалом включає Хорватію, Боснію та Герцеговину, Албанію, Косово, Північну Македонію, Чорногорію та Сербію, що відповідає країнам колишньої Югославії загалом без Словенії, але з Албанією.